# Ermita de San Bartolomé (Comunidad de Herrera de Soria, Nafría de Ucero y Ucero)
La ermita de San Bartolomé es un templo de la provincia española de Soria, antiguamente identificado con la desaparecida iglesia de San Juan de Otero, de la Orden del Temple. Se ubica en el interior del parque natural del Cañón del Río Lobos, en el término no municipal del Comunero de San Bartolomé, regentado por los municipios de Herrera de Soria, Nafría de Ucero y Ucero. Fue construida en el primer cuarto del siglo XIII, cuando el estilo románico daba paso al gótico, transición que quedó plasmada en la obra arquitectónica. Formaba parte de un cenobio del que sólo se conserva la capilla.

## Historia

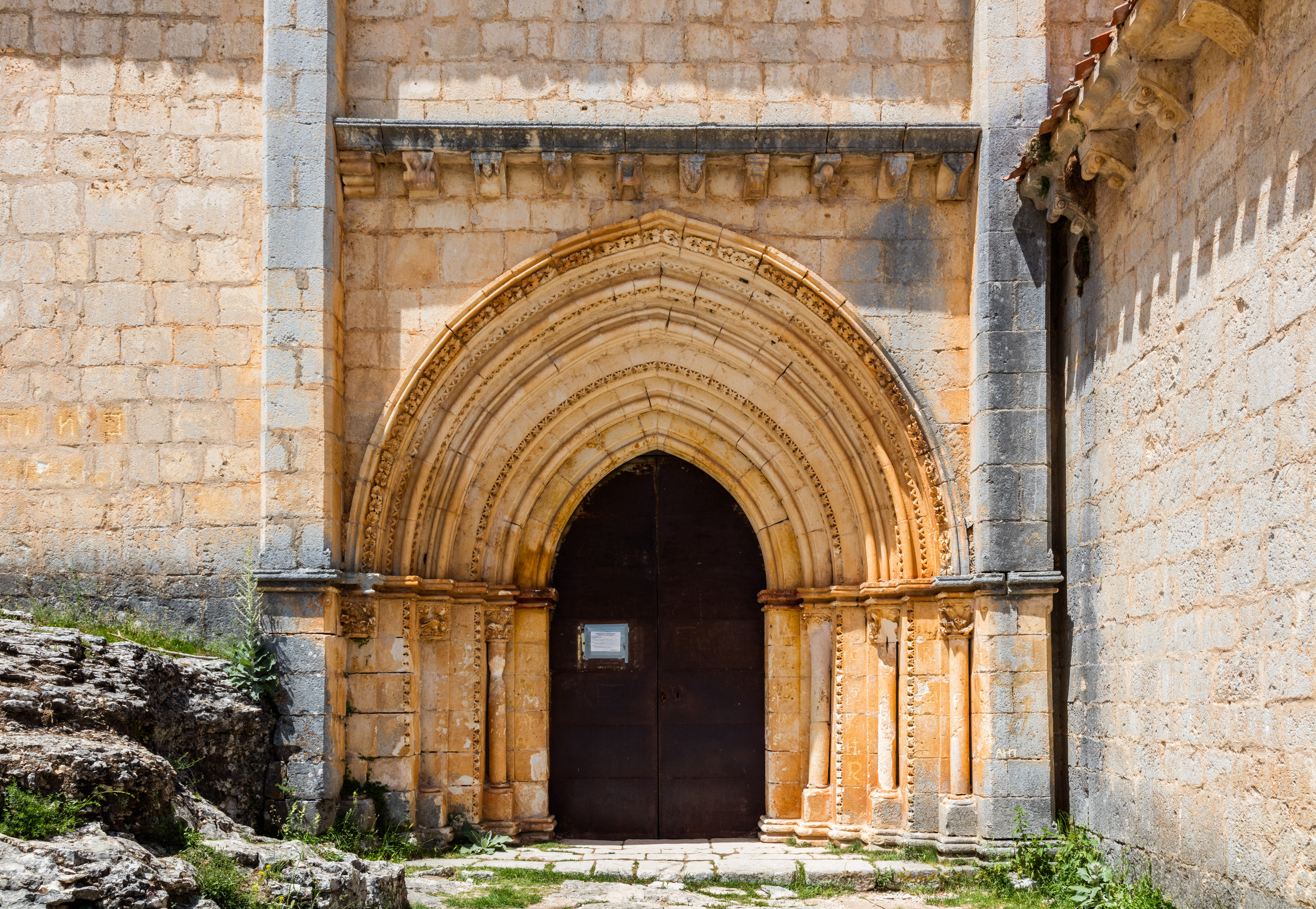
Portada.

De su vinculación a la Orden de los Caballeros del Temple no hay ningún testimonio concreto, más que demostrado que ubica equivocadamente la encomienda templaria de San Juan de Otero en el lugar donde se sitúa la ermita de San Bartolomé cuando realmente está situado en el cerro que precisamente se llama San Juan, el más alto de la zona, de ahí el nombre del Otero, y ubicado entre las localidades de Portelrubio, Fuentelsaz de Soria, Portelárbol, Matute de la Sierra y Sepúlveda de la Sierra, y cuyos restos de la encomienda todavía son visibles en cimentación.
El 7 de mayo de 2015, la ermita fue declarada Bien de Interés Cultural, con la categoría de monumento, en un acuerdo publicado el día 11 de ese mismo mes en el Boletín Oficial de Castilla y León.

## Arquitectura

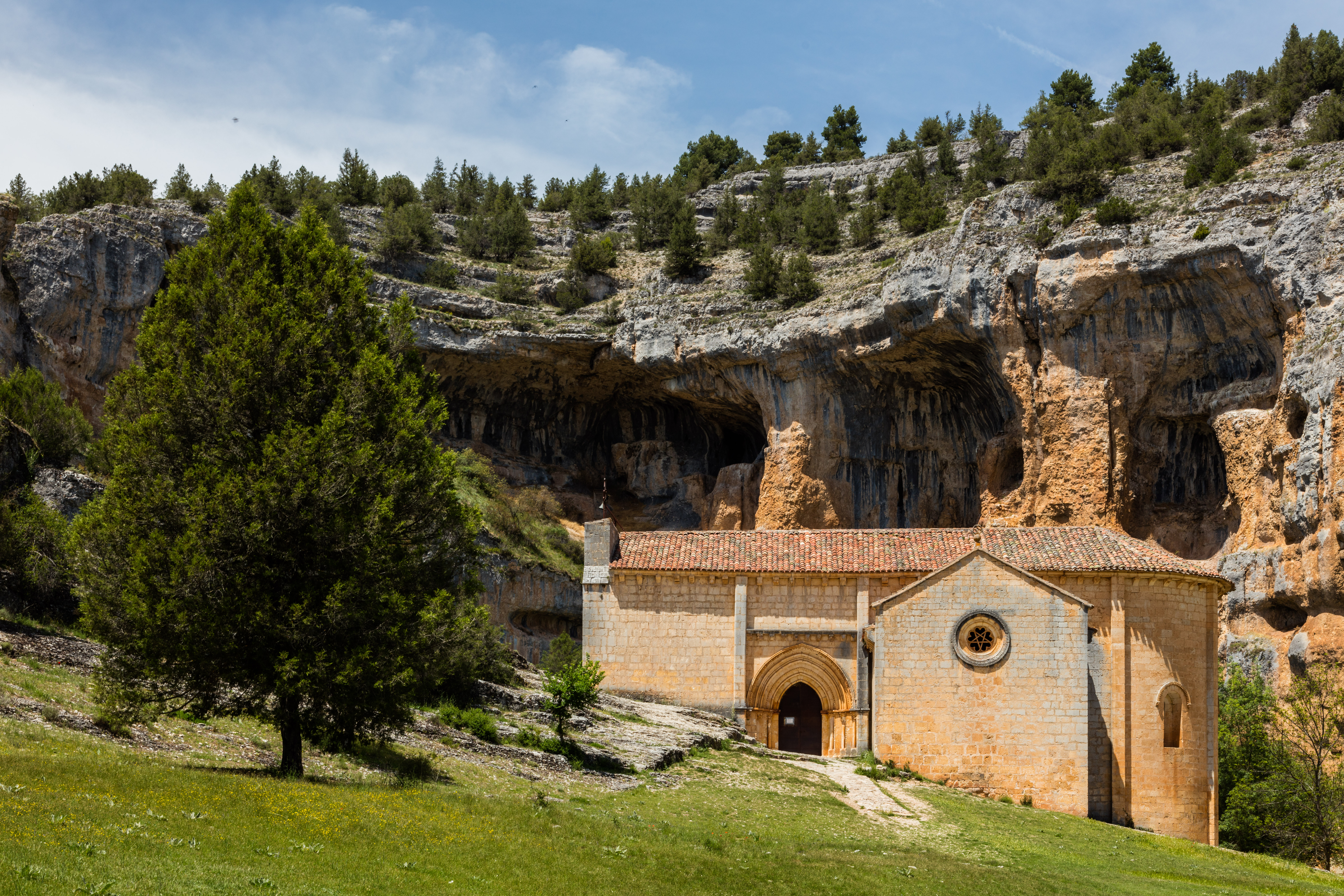
Vista frontal.

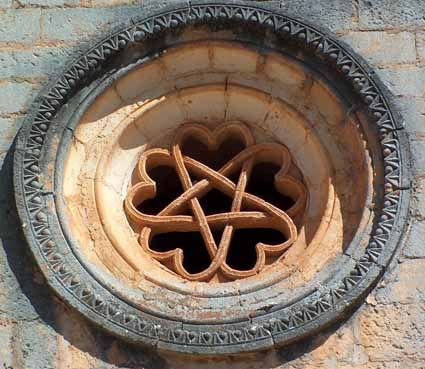
Rosetón.

La iglesia tiene planta de cruz latina, disposición que se acusa ostensiblemente al exterior. Llama la atención la escasa altura del transepto en relación con la de la nave. La cumbre de la bóveda de aquel queda por debajo de la línea de imposta de la bóveda de cañón apuntado de la nave, de tal manera que ambas bóvedas no se intersecan y no dan lugar al establecimiento de una cúpula o un cimborrio sobre el crucero.
Las pilastras de sección rectangular adosadas a los muros exteriores del ábside, así como las que flanquean la portada, y la misma puerta que luce seis arquivoltas muy apuntadas, ponen de manifiesto el momento de transición del románico al gótico en que se edificó esta iglesia.
Merecen ser resaltados los dos rosetones, uno en cada hastial del transepto, cuyas celosías evocan influencias musulmanas en la forma del entrelazado que compone una estrella lobulada de cinco puntas. Poseen tres arquivoltas de las que sólo la externa está decorada.

## Capillas
- Capilla del Santo Cristo

Ubicada en el lado sur, contiene una tabla barroca del siglo XVII.
- Capilla Mayor

Presidiendo la iglesia está un retablo del siglo XVIII con la imagen de San Bartolomé en la hornacina central.
El ábside de esta capilla tiene bóveda de ojivas góticas, con ménsulas de decoración vegetal sobre la que se apoyan dos nervios.
- Capilla de la Virgen de la Salud

Se encuentra en el lado norte. Contiene un retablo de la Virgen de la Salud, obra barroca del siglo XVIII. En el suelo encontramos una piedra con una roseta que destaca sobre el resto.

## Referencias

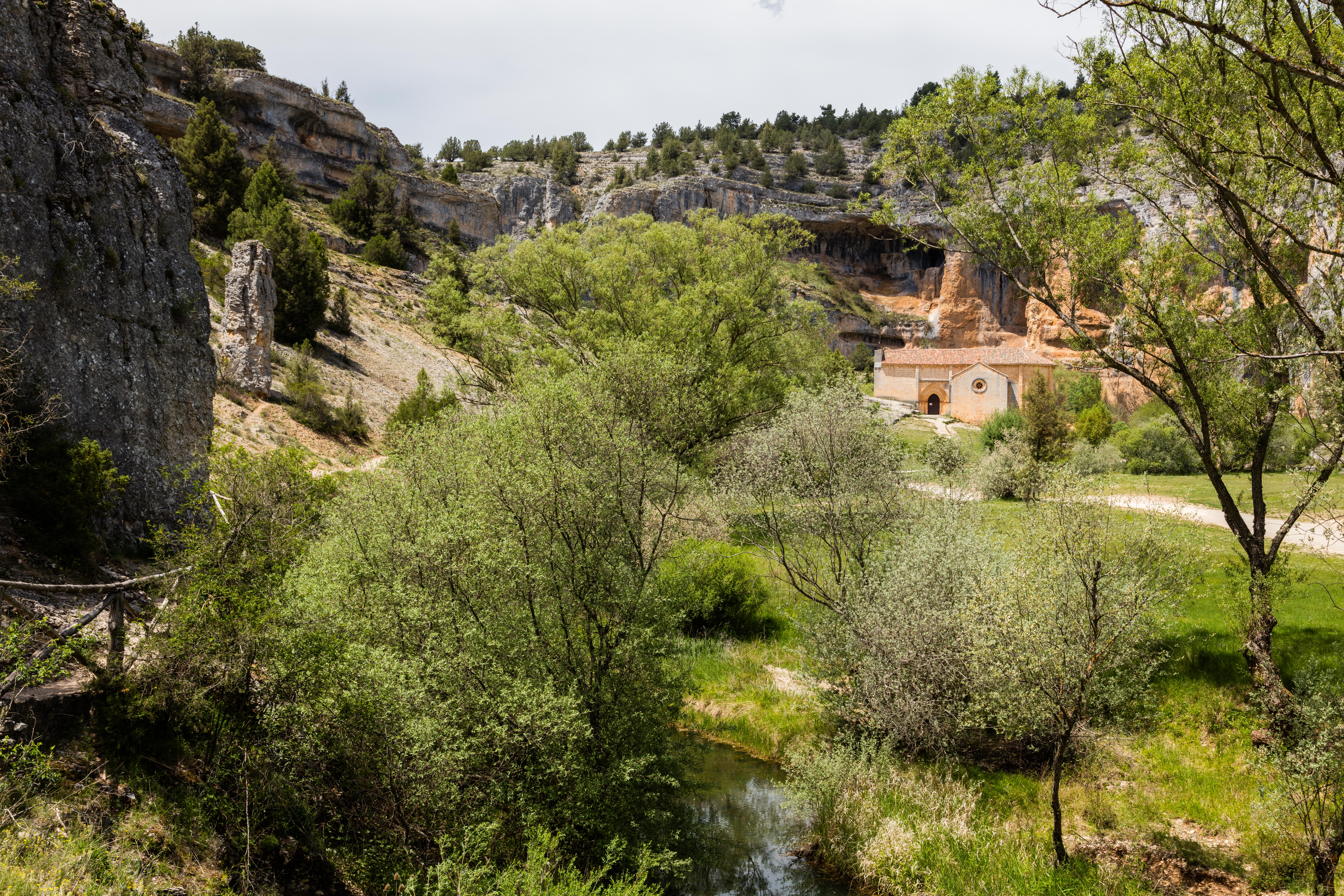
Vista del río con la ermita al fondo.